# Fotografie dell'Olocausto

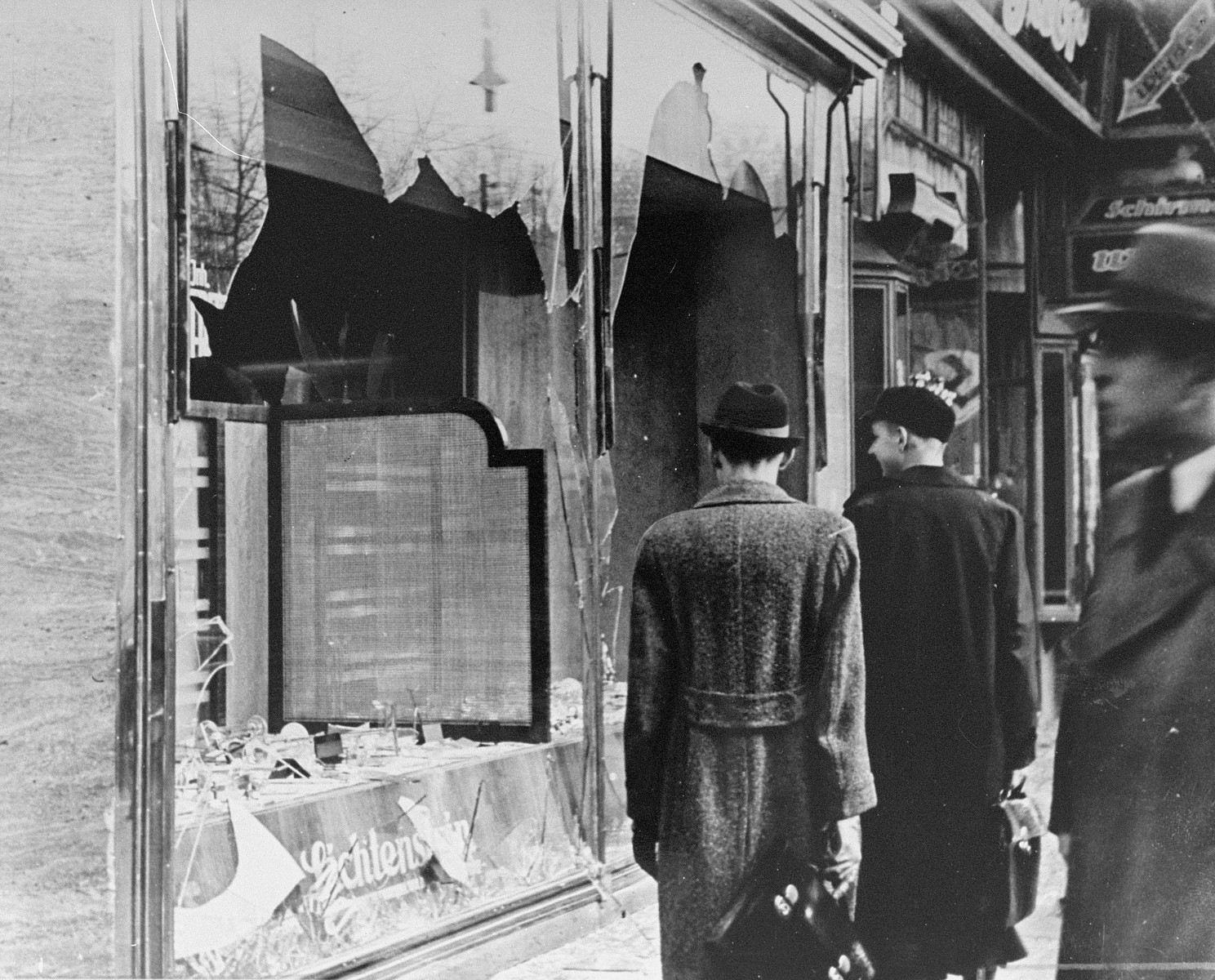
Kristallnacht (1938)

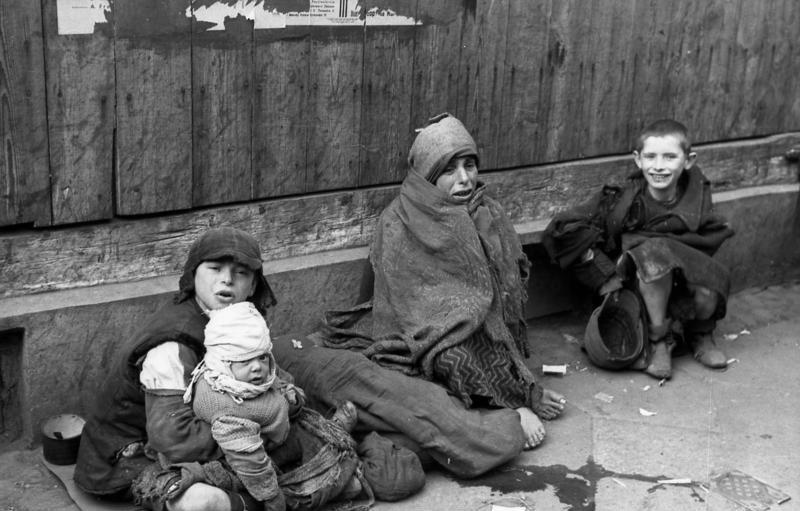
Per le strade del ghetto di Varsavia (1941)

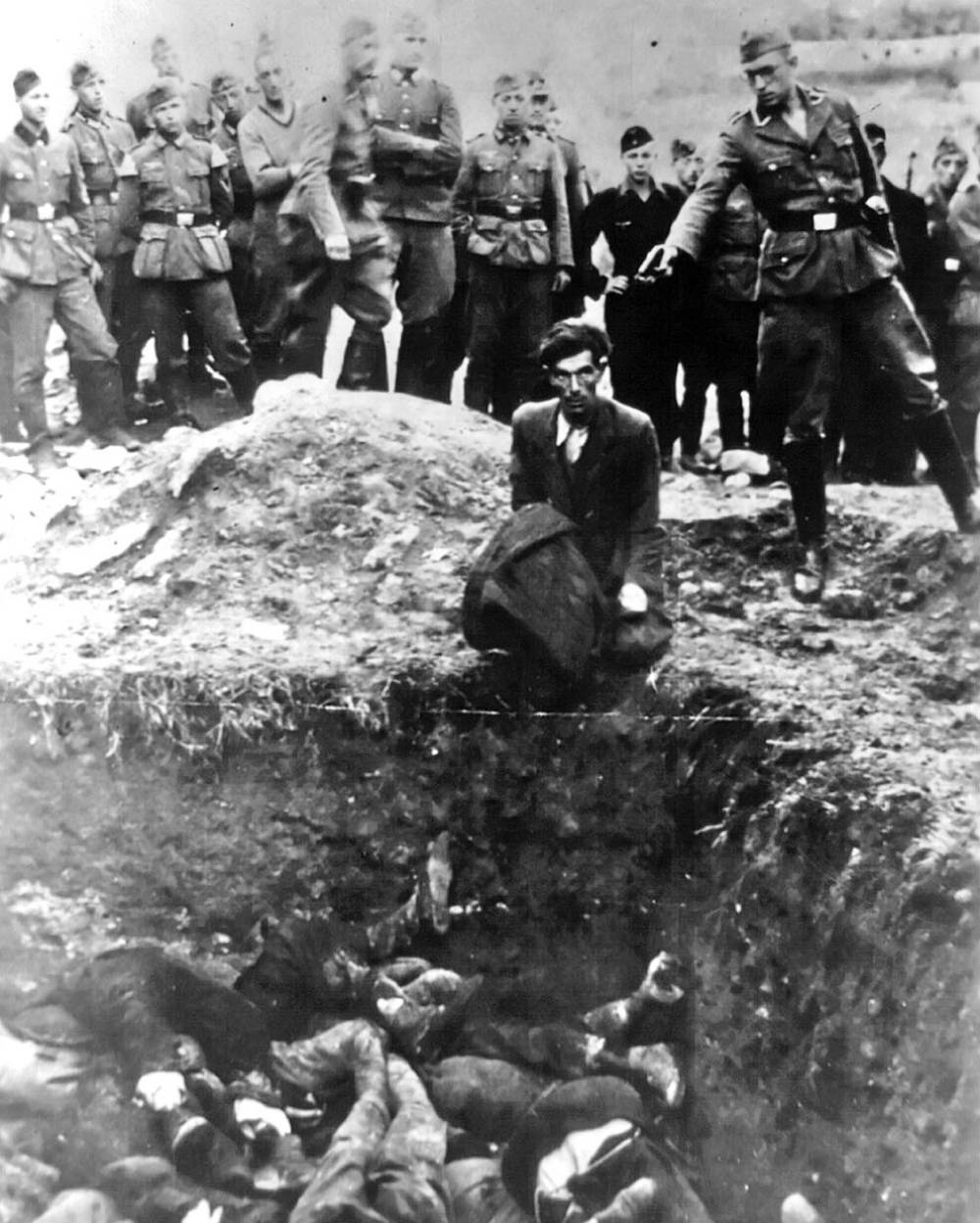
L'ultimo ebreo di Vinnitsa (1941)

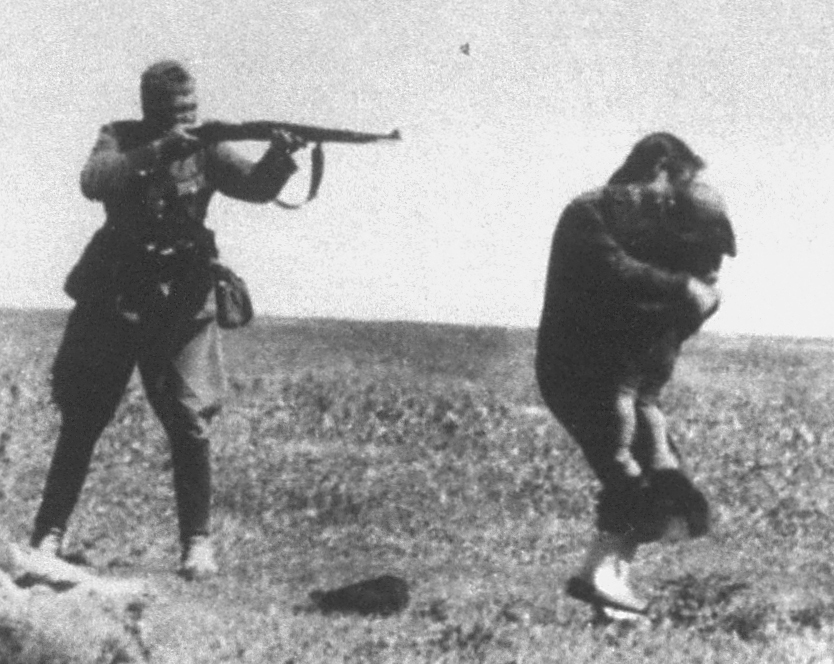
"Non abbiamo dimenticato" (1942)

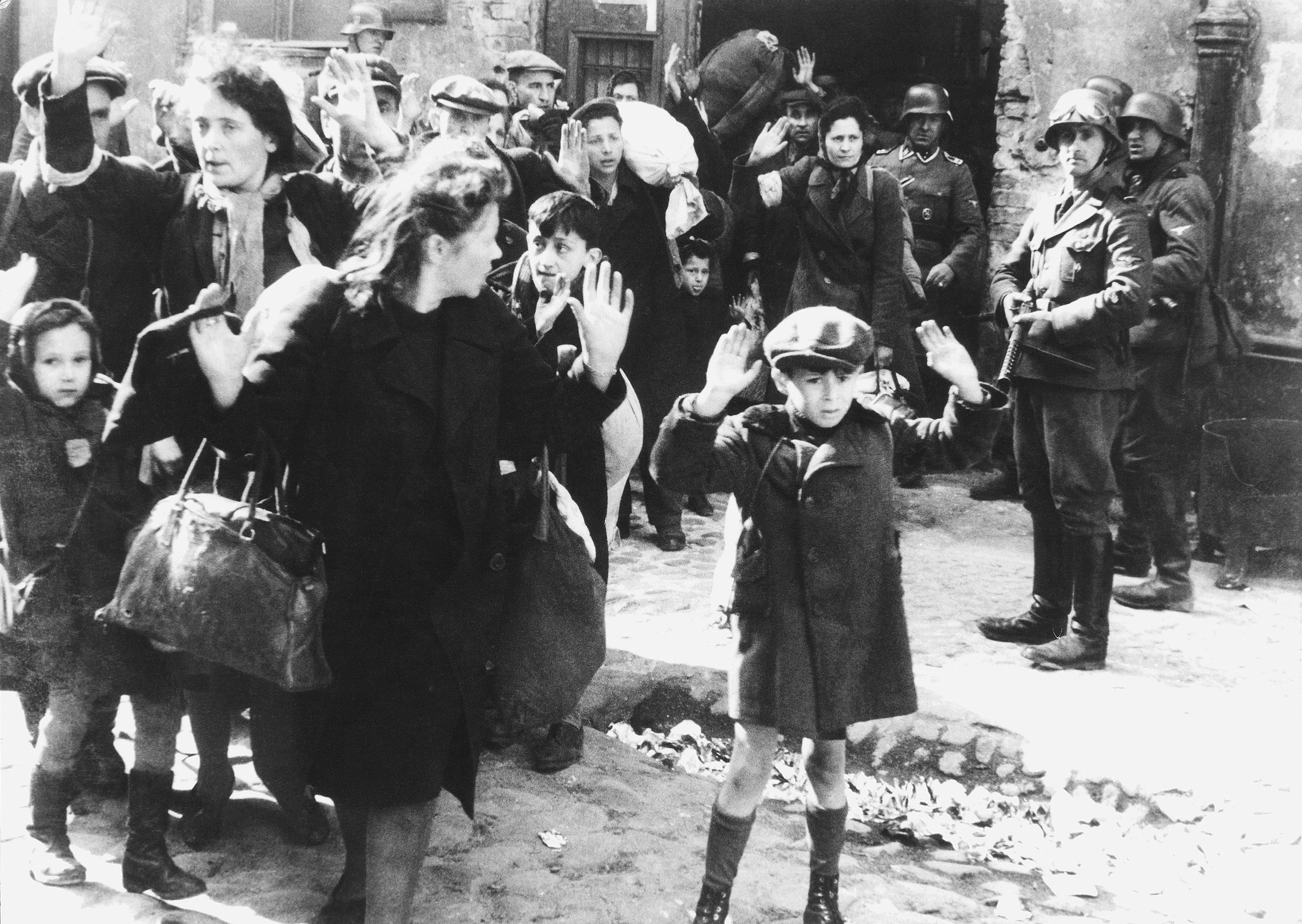
Il bambino del ghetto di Varsavia (1943)

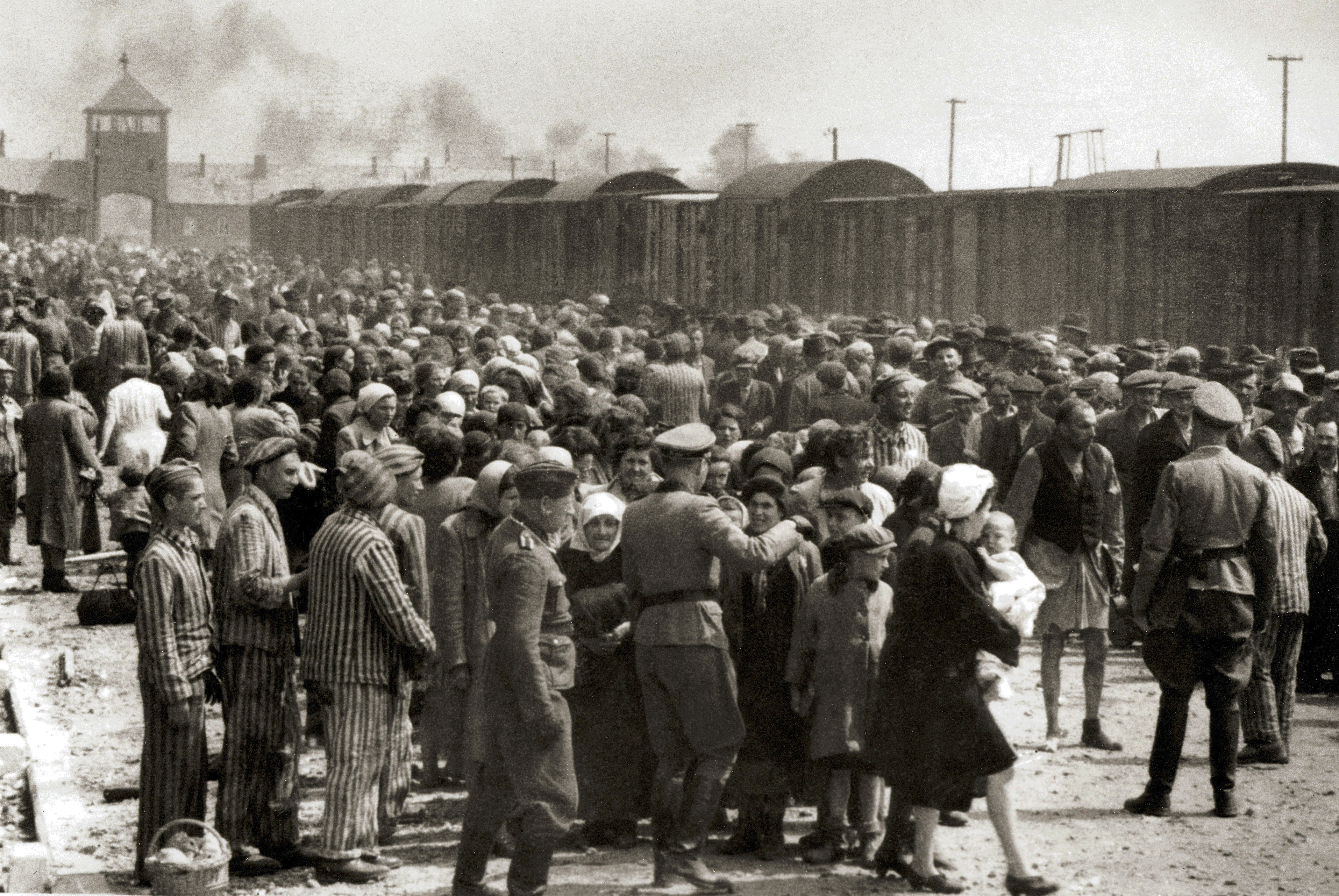
Selezione dei deportati ad Auschwitz-Birkenau (1944)

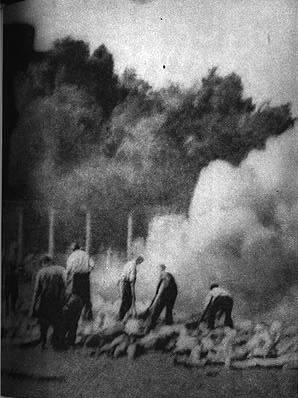
Foto del Sonderkommando (1944)

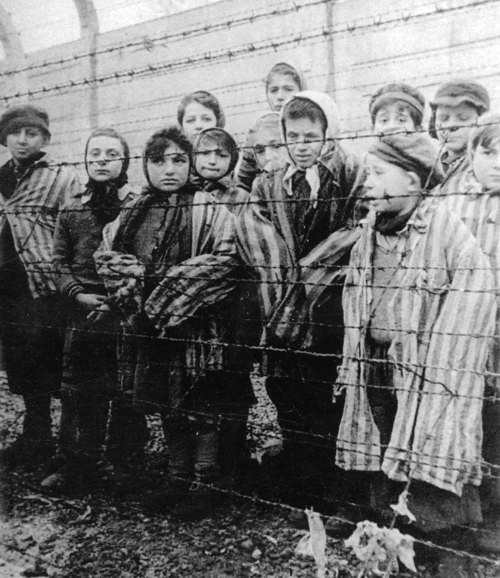
Bambini liberati ad Auschwitz-Birkenau (1945)

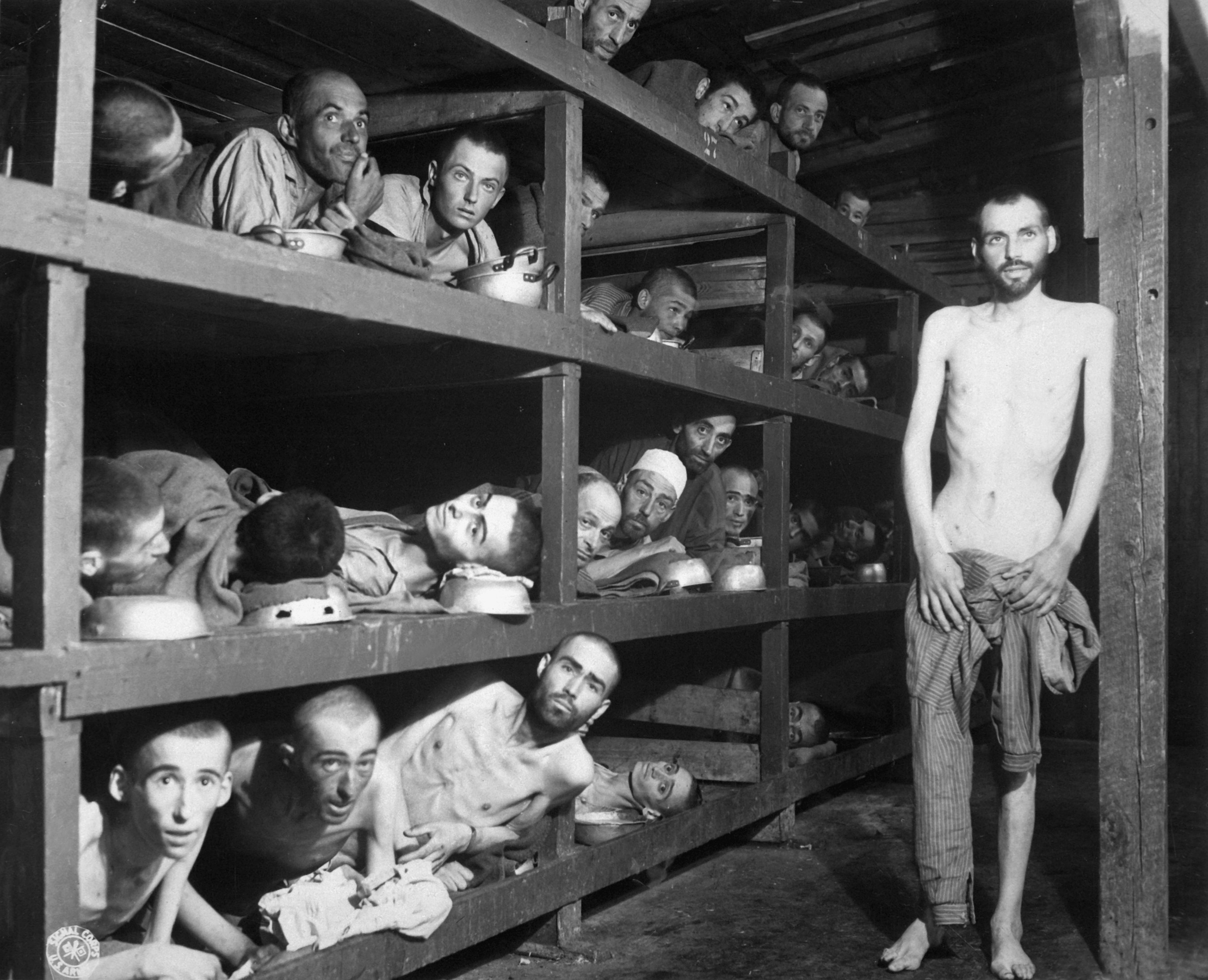
Prigionieri liberati a Buchenwald (1945)

Le fotografie dell'Olocausto sono le oltre 2 milioni di foto scattate negli anni tra il 1933 e il 1945 che documentano le persecuzioni razziali naziste dal loro inizio fino alla liberazione e anche oltre fino alla definitiva chiusura degli ultimi campi profughi. Con una immediatezza che è pari soltanto a quella dei diari dell'Olocausto, le immagini di sofferenza, morte e sopravvivenza offrono una testimonianza diretta della vita delle persone coinvolte in quegli eventi. Tra gli autori ci sono fotografi professionisti e amatoriali, soldati, vittime, o testimoni neutrali. Alcune foto hanno raggiunto nel dopoguerra uno status iconico, come Non abbiamo dimenticato (1942), L'ultimo ebreo di Vinnitsa (1941), o Il bambino del ghetto di Varsavia (1943).

## Storia
Si stima che esistano oltre 2 milioni di foto che documentano l'Olocausto. Esse rappresentano una risorsa di inestimabile valore per un'esatta ricostruzione degli eventi. Molte di queste fotografie sono state scattate da autori non identificati e talora in circostanze non chiare. Di altre si conosce con precisione l'identità degli autori e l'esatto momento in cui furono scattate.
Occorre anzitutto distinguere le fotografie "ufficiali", opera di fotografi incaricati dalla propaganda del regime nazista di documentare le varie fasi dell'Olocausto, sia (talora in modo fuorviante o edulcorato) per renderle note attraverso la stampa al grande pubblico, sia (in modo più realistico e fattuale) per uso esclusivamente interno agli apparati del regime. Tra questi fotografi nazisti tedeschi ci sono Bernhard Walter, Friedrich Franz Bauer, Franz Wolf, Franz Rum e Franz Suchomel. La distruzione del ghetto di Varsavia è stata metodicamente documentata nel ben illustrato Stroop Report o l'arrivo dei treni dei deportati a Birkenau dall'Auschwitz Album. Alcune fotografie "ufficiali" sono state scattate dagli stessi prigionieri dei campo, ad esempio da Wilhelm Brasse o Francisco Boix, incaricati allo scopo dalle autorità naziste.
Abbiamo poi una gran quantità di fotografie non autorizzate. Numerose provengono da personale e soldati nazisti, molti dei quali guardarono alla vita nei ghetti o nei campi come si sarebbe potuto guardare ad attrazioni turistiche, documentarono la vita privata e sociale del personale nazista, o addirittura ripresero episodi di atrocità come trofei di guerra dei quali vantarsi con i commilitoni, come nel caso delle celebre foto de L'ultimo ebreo di Vinnitsa. Fotografie non ufficiali dell'Olocausto sono state scattate, tra l'altro, da Hubert Pfoch, Joe Heydecker, Willy Georg e Walter Genewein.
Vi sono poi fotografie scattate in segreto come atto di sfida, per offrire alla resistenza o ai posteri le prove del genocidio. È il caso delle fotografie che Henryk Ross e Mendel Grossman scattarono all'interno del ghetto di Łódź o delle foto del Sonderkommando che furono fatte pervenire alla resistenza dall'interno dei crematori di Auschwitz.
Altre fotografie infine sono state scattate dagli eserciti alleati. Le prime furono foto aeree fatte per caso da aerei in ricognizione. Poi vennero le foto fatte da fotografi militari in occasione della liberazione dei campi. Tali fotografie iniziarono a comparire sulla stampa dalla metà del 1944 e acquisirono crescente notorietà nella primavera del 1945. Alle foto dei fotografi militari seguirono quelle dei corrispondenti della stampa che pubblicarono alcune delle prime mostre fotografiche dei campi. Lee Miller Penrose, Margaret Bourke-White, David Scherman, George Rodger, John Florea e William Vandivert sono solo i più famosi di questa schiera di fotoreporter. A causa della guerra fredda, molte fotografie fatte dai sovietici furono inizialmente trattate con sospetto in Occidente e ricevettero scarsa copertura fino a decenni dopo.
Molte fotografie sono andate perdute, alcune distrutte per eventi bellici, altre rimaste in mano privata e mai rese di dominio pubblico. Molte furono distrutte di proposito nel tentativo di sopprimere le prove dei crimini commessi. Al contrario, alcune fotografie naziste furono rubate, nascoste e conservate dalle vittime come prova delle atrocità subite, da parte di individui come Francisco Boix.
Come tutte le foto che rappresentino atti di atrocità, le fotografie dell'Olocausto sono un documento essenziale per la ricerca storica contro ogni ipotesi negazionistica e al tempo pongono complessi interrogativi etici circa i limiti della loro riproduzione e diffusione pubblica.
Esposizioni permanenti di fotografie dell'Olocausto sono visibili all'Istituto Yad Vashem di Gerusalemme e al United States Holocaust Memorial Museum di Washington. Mostre fotografiche temporanee si tengono con frequenza in molti parti del mondo in memoria dell'Olocausto. È il caso della mostra sui ghetti nazisti della Polonia tenutasi nel 2012 nel salone centrale del Vittoriano a Roma, o di quella parigina, intitolata "Regards sur le ghettos", al Memoriale dell'Olocausto nel 2013-14.

## Principali foto o raccolte
- Foto di Kristallnacht (1938)
- Foto del ghetto di Łódź (1939-45)
- Foto del ghetto di Lublino (1939-45)
- Foto del ghetto di Kutno (1939-45)
- Foto del ghetto di Minsk (1939-45)
- Foto del ghetto di Varsavia (1939-45)
  - Il bambino del ghetto di Varsavia
- Foto di eccidi delle Einsatzgruppen (1941-42)
  - L'ultimo ebreo di Vinnitsa
  - Massacro di Liepāja
- Foto del campo di concentramento di Auschwitz (1942-45)
  - Auschwitz Album
  - Foto del Sonderkommando
  - Höcker Album
- Foto del campo di concentramento di Buchenwald (1942-45)
- Foto del campo di concentramento di Mauthausen (1942-45)
- Foto del campo di sterminio di Sobibór (1942-45)
  - Sobibor Album

## Fotografi dell'Olocausto

### Fotografi nazisti
- Albert Cusian -- Foto del ghetto di Varsavia
- Walter Genewein -- Foto del ghetto di Lodz
- Willy Georg (n.1911) -- Foto del ghetto di Varsavia
- Johannes Hähle (1906-1944) -- Foto del ghetto di Varsavia
- Wilhelm Hansen (n.1898) -- Foto del ghetto di Kutno
- Ernst Herrmann (1895-1970) -- Foto del ghetto di Varsavia, Foto del ghetto di Minsk, Foto del ghetto di Lodz
- Joe Heydecker (1916-1997) -- Foto del ghetto di Varsavia
- Hugo Jaeger (1900-1970) -- Foto del ghetto di Kutno
- Heinrich Jöst (n.1898) -- Foto del ghetto di Varsavia
- Max Kirnberger -- Foto del ghetto di Lublino
- Ludwig Knobloch -- Foto del ghetto di Varsavia
- Heinrich Moepken
- Zermin -- Foto del ghetto di Lodz, Foto del ghetto di Varsavia

### Fotografi prigionieri nei campi
- Francisco Boix (1920-1951) -- Foto del campo di concentramento di Mauthausen
- Wilhelm Brasse (1917-2012) -- Foto del campo di concentramento di Auschwitz
- Mendel Grossman (1913-1945) -- Foto del ghetto di Lodz
- George Kadish (m.1977) -- Foto del ghetto di Kovno
- Henryk Ross (1910-1991) -- Foto del ghetto di Lodz

### Fotografi tra gli Alleati
- Mickey Martins (1925-2001) -- Nato il 13 aprile 1925 a Bristol, RI, Martins era un membro della 42nd Infantry “Rainbow” Division dell'esercito degli Stati Uniti durante la seconda guerra mondiale. Ha servito come PFC e si è guadagnato una Purple Heart durante la battaglia del Bulge, in cui è stato colpito alla schiena da schegge. Martins scattò una serie di fotografie a Dachau dopo la liberazione. Martins è morto il 1º giugno 2001. -- Foto del campo di concentramento di Dachau

## Libri di fotografie dell'Olocausto
- Mendel Grossman, With a Camera in the Ghetto. With text from the chronicle of the Lodz Ghetto, ed. Lucjan Dobroszycki and Danuta Dombrowska, Tel-Aviv : Ghetto Fighters' House, 1970.
- Zosa Szajkowski, An Illustrated Sourcebook on the Holocaust, 3 vols., New York: Ktav Pub. House, 1977-1979.
- Serge Klarsfeld, The Auschwitz Album: Lili Jacob's Album, New York: Beate Klarsfeld Foundation, 1980.
- Joe Heydecker, Where is Thy Brother Abel?, São Paulo: Atlantis Livros, 1981 (testo in inglese, tedesco e portoghese)
- Yitzhak Arad (ed.), The Pictorial History of the Holocaust, New York: Macmillan Publishing Company; and London: Collier Macmillan, 1990.
- Willy Georg, In the Warsaw Ghetto: Summer 1941, New York: Aperture, 1993.
- Barbie Zelizer (ed.), Remembering to Forget: Holocaust Memory through the Camera's Eye, Chicago: University of Chicago Press, 1998.
- Gunther Schwarberg (ed.), In The Ghetto Of Warsaw: Photographs by Heinrich Jost, Göttingen: Steidl, 2001.
- Erik Somers and René Kok (eds.), Jewish Displaced Persons in Camp Bergen-Belsen 1945-1950: The Unique Photo Album of Zippy Orlin, Seattle: University of Washington Press, 2004
- René Kok and Erik Somers (eds.), The Persecution of the Jews in Photographs: The Netherlands 1940-1945, Zwolle: WBOOKS, 2019.